# 김홍도 필 산수인물도
김홍도 필 산수인물도(金弘道 筆 山水人物圖)는 부산광역시 남구, 부산박물관에 있는 조선시대의 그림이다. 2012년 5월 17일 부산광역시의 유형문화재 제109호로 지정되었다.

## 개요
이 그림은 김홍도가 1800년 무렵에 그린 산수인물도이다. 중앙에 접혀진 자국이 있으나 유물 상태는 양호하다. 중앙에 접혀진 자국이 남아 있어 어느 화첩의 일부였을 것으로 추정된다. 이 그림은 1800년 무렵, 혹은 그 이후에 제작된 김홍도의 만년작 중 한 점으로 생각된다.
화면 중앙에 좌측 상단으로 비스듬히 솟은 바위 절벽이 있으며, 아래에는 강이 흐르고 그 위에는 두 척의 배가 떠있다. 배 위에는 2명씩 모두 4명의 어부가 앉아 있고, 이들 뒤로는 폭포수 한 줄기가 힘차게 내리고 있다. 절벽 상단 및 중앙 부분에는 위 아래로 어지럽게 뻗은 서너 그루의 나무가 자라고 있다.
두 척의 배에는 각자 다른 모습의 어부 4명이 그려져 있는데, 뒤쪽 배에는 더벅머리를 한 소년과 우측을 응시하며 앉은 중년의 어부가, 앞쪽 배에는 팔짱을 꼬고 정면을 바라보는 사내와 술동이 하나를 사이에 두고 이 남자 쪽으로 시선을 둔 또 다른 남자 한 명이 있다. 이들 중 누구도 노를 젓고 있지 않은 것으로 보아 이들은 고기잡이를 잠시 그치고 배 위에서 한가히 한 때를 보내고 있는 듯하다. 폭포 쪽으로 흐르는 물결에 배를 맡긴 어부들은 금세 그림을 보는 관람자 앞에 당도할 것처럼 보인다.
김홍도의 산수인물도는 릫바위 절벽 아래의 선상(船上) 어부라는 주제를 절파화가들이 즐겨 썼던 표현 대신 자신이 창안해 즐겨 썼던 하엽준을 거칠게 구사함으로써 절파화가들의 그림을 문인화풍으로 새롭게 해석했으며, 제시(題詩)를 쓰고 낙관을 하고 그 내용에 맞는 그림 표현을 위해 채색을 부분적으로 가함으로써 절파화가들이 미처 이르지 못했던 시의(詩意)를 구현한 작품이다.
이 작품은 김홍도가 만년에 그린 산수인물화로 절파화풍을 수용하여 김홍도 자신의 필법으로 새롭게 해석한 작품이며, 제시와 낙관이 명시되어 김홍도 연구에 중요한 사료적 가치를 지닌 유물이다.

## 같이 보기
- 김홍도

## 참고 자료
- 김홍도 필 산수인물도 - 국가유산청 국가유산포털